# Metal Ligaen 2014/15
Die Metal Ligaen-Saison 2014/15 war die 58. Spielzeit seit Gründung der höchsten Spielklasse im dänischen Eishockey, die seit voriger Saison Metal Ligaen heißt. SønderjyskE Ishockey wurde zum insgesamt neunten Mal Dänischer Meister und verteidigte damit seinen Titel aus der Vorsaison.

## Teilnehmer
Es nahmen die Mannschaften des Vorjahres und die Gentofte Stars teil, die die 1. division der Vorsaison gewannen.

## Modus
In der Hauptrunde absolvierten die zehn Mannschaften in einer Doppelrunde jeweils 36 Spiele. Für einen Sieg nach regulärer Spielzeit erhielt jede Mannschaft drei Punkte, für einen Sieg nach Overtime zwei Punkte, bei einer Niederlage nach Overtime gibt es einen Punkt und bei einer Niederlage nach regulärer Spielzeit null Punkte. Die acht bestplatzierten Mannschaften qualifizierten sich für das Play-off-Viertelfinale. In den ersten beiden Playoff-Runden dürfen die Mannschaften in der Reihenfolge ihrer Abschlussplatzierungen ihren Playoff-Gegner aussuchen, wobei der Erstplatzierte zuerst seinen Gegner wählen darf. Alle Play-off-Spiele vom Viertelfinale bis hin zum Finale werden im Modus Best-of-Seven ausgetragen.

## Hauptrunde

### Tabelle
|     | Klub                      | Sp | S  | OTS | OTN | N  | T   | GT  | Punkte |
| --- | ------------------------- | -- | -- | --- | --- | -- | --- | --- | ------ |
| 1.  | Herning Blue Fox          | 36 | 24 | 0   | 6   | 6  | 145 | 95  | 78     |
| 2.  | SønderjyskE Ishockey      | 36 | 21 | 2   | 5   | 8  | 133 | 90  | 72     |
| 3.  | Frederikshavn White Hawks | 36 | 21 | 2   | 3   | 10 | 124 | 87  | 70     |
| 4.  | Odense Bulldogs           | 36 | 17 | 6   | 1   | 12 | 118 | 97  | 64     |
| 5.  | Esbjerg Energy            | 36 | 15 | 6   | 2   | 13 | 146 | 125 | 59     |
| 6.  | Rødovre Mighty Bulls      | 36 | 15 | 3   | 2   | 16 | 103 | 106 | 53     |
| 7.  | Rungsted Ishockey         | 36 | 14 | 2   | 1   | 19 | 110 | 130 | 47     |
| 8.  | Aalborg Pirates           | 36 | 11 | 5   | 2   | 18 | 105 | 112 | 45     |
| 9.  | Herlev Eagles             | 36 | 6  | 4   | 3   | 23 | 66  | 124 | 29     |
| 10. | Gentofte Stars            | 36 | 5  | 1   | 6   | 24 | 83  | 167 | 23     |

Sp = Spiele, S = Siege, N = Niederlagen, OTS = Overtime-Siege, OTN = Overtime-Niederlage

## Playoffs

### Playoff-Baum
|  | Viertelfinale | Viertelfinale             | Viertelfinale |  |  | Halbfinale | Halbfinale                | Halbfinale |  |  | Finale           | Finale                    | Finale           |
|  |               |                           |               |  |  |            |                           |            |  |  |                  |                           |                  |
|  | 2             | SønderjyskE Ishockey      | 4             |  |  |            |                           |            |  |  |                  |                           |                  |
|  | 6             | Rødovre Mighty Bulls      | 1             |  |  |            |                           |            |  |  |                  |                           |                  |
|  |               |                           |               |  |  | 2          | SønderjyskE Ishockey      | 4          |  |  |                  |                           |                  |
|  |               |                           |               |  |  | 3          | Frederikshavn White Hawks | 1          |  |  |                  |                           |                  |
|  | 3             | Frederikshavn White Hawks | 4             |  |  |            |                           |            |  |  |                  |                           |                  |
|  | 8             | Aalborg Pirates           | 1             |  |  |            |                           |            |  |  |                  |                           |                  |
|  |               |                           |               |  |  |            |                           |            |  |  | 2                | SønderjyskE Ishockey      | 4                |
|  |               |                           |               |  |  |            |                           |            |  |  | 5                | Esbjerg Energy            | 1                |
|  | 1             | Herning Blue Fox          | 4             |  |  |            |                           |            |  |  |                  |                           |                  |
|  | 7             | Rungsted Ishockey         | 3             |  |  |            |                           |            |  |  |                  |                           |                  |
|  |               |                           |               |  |  | 1          | Herning Blue Fox          | 2          |  |  |                  |                           |                  |
|  |               |                           |               |  |  | 5          | Esbjerg Energy            | 4          |  |  | Spiel um Platz 3 | Spiel um Platz 3          | Spiel um Platz 3 |
|  | 4             | Odense Bulldogs           | 0             |  |  |            |                           |            |  |  | 3                | Frederikshavn White Hawks | 5                |
|  | 5             | Esbjerg Energy            | 4             |  |  |            |                           |            |  |  | 1                | Herning Blue Fox          | 4                |

### Viertelfinale
Die Viertelfinalspiele fanden am 27. Februar, 1., 3., 6., 8. 10. und 13. März 2015 statt.
|                           |   |                      | Serie | 1   | 2         | 3   | 4         | 5         | 6   | 7   |
| ------------------------- | - | -------------------- | ----- | --- | --------- | --- | --------- | --------- | --- | --- |
| Herning Blue Fox          | – | Rungsted Ishockey    | 4:3   | 1:3 | 2:4       | 2:1 | 0:2       | 4:1       | 4:1 | 2:1 |
| SønderjyskE Ishockey      | – | Rødovre Mighty Bulls | 4:1   | 5:2 | 1:2       | 5:2 | 5:1       | 8:0       | –   | –   |
| Odense Bulldogs           | – | Esbjerg Energy       | 0:4   | 1:2 | 2:3       | 1:3 | 3:4 n. V. | –         | –   | –   |
| Frederikshavn White Hawks | – | Aalborg Pirates      | 4:1   | 4:0 | 1:2 n. V. | 3:1 | 5:1       | 4:3 n. V. | –   | –   |

### Halbfinale
Die Halbfinalspiele fanden am 17., 20., 22. 24., 27. und 29. April 2015 statt.
|                      |   |                           | Serie | 1   | 2         | 3         | 4   | 5         | 6    | 7 |
| -------------------- | - | ------------------------- | ----- | --- | --------- | --------- | --- | --------- | ---- | - |
| Herning Blue Fox     | – | Esbjerg Energy            | 2:4   | 4:2 | 2:4       | 5:6 n. P. | 0:4 | 4:3 n. V. | 4:10 | – |
| SønderjyskE Ishockey | – | Frederikshavn White Hawks | 4:1   | 3:1 | 4:3 n. V. | 5:3       | 3:5 | 8:2       | –    | – |

### Spiele um Platz 3
Die Spiele um Platz 3 wurden in zwei Spielen mit Hin- und Rückspiel ausgetragen und fanden am 31. März und 1. April 2015 statt.
|                           |   |                  | Gesamt | 1   | 2   |
| ------------------------- | - | ---------------- | ------ | --- | --- |
| Frederikshavn White Hawks | – | Herning Blue Fox | 5:4    | 3:2 | 2:2 |

### Finale
Die Finalspiele fanden am 3., 5., 7., 10. und 12. April 2015 statt.
|                      |   |                | Serie | 1   | 2   | 3   | 4   | 5   | 6   | 7   |
| -------------------- | - | -------------- | ----- | --- | --- | --- | --- | --- | --- | --- |
| SønderjyskE Ishockey | – | Esbjerg Energy | 4:1   | 4:2 | 3:1 | 4:6 | 4:1 | 6:1 | –:– | –:– |